# Homo Ludens (фестиваль)
«Homo Ludens» («Людина, що грає») — міжнародний відкритий театральний конкурс, фестиваль, який з 2006 року проходить у місті Миколаїв (до 2016-го — щорічно, з 2019-го — із періодичністю раз на два роки). Фестиваль визначає актуальні для сьогодення орієнтири театральної справи, формує перспективи подальшої театральної діяльності та завдає своєрідний вектор розвитку професійного та аматорського театрального мистецтва. Фестиваль є нагодою глядачам Півдня України знайомитись з багатогранною творчістю як кращих вітчизняних, так і закордонних театральних колективів[джерело?].
Організаторами фестивалю є Миколаївський академічний художній драматичний театр. Директор фестивалю — Артем Свистун.

## Історія
Фестиваль було започатковано 2006 року Миколою Кравченко на базі Миколаївського академічного художнього російського драматичного театру, метою якого було творче об'єднання міст Чорноморського басейну.
З 2007 по 2016 роки фестиваль був виключно конкурсним. Журі складалося з провідних фахівців у театральній справі України та зарубіжжя (Болгарія, Туреччина, Росія, Грузія, Молдова тощо). З 2008 року суддівську команду очолює доктор філософії з мистецтвознавства, професор, заслужений діяч мистецтв України, член НСПУ, Лауреат Державної літературно-мистецької премії ім.І.П. Котляревського Василь Неволов.
З 2012 року до оцінювання творчих робіт колективів-учасників доєдналося так зване альтернативне журі, що складається з провідних журналістів Миколаївщини.
Показ вистав у межах фестивалів різних років відбувався на різноманітних сценічних майданчиках — окрім основної сцени Миколаївського драматичного театру, працювали мала сцена театру та камерна сцена, також, у свій час, використовувалася сцена Миколаївського театру ляльок, сцени актових зал вищих навчальних закладів міста.
У 2017-2018 роках через низку причин соціального та політичного характеру фестиваль «Homo Ludens» не проводився. Відродження прийшлося на 2019 рік — захід було проведено до 85 річчя від дня заснування Миколаївського академічного художнього російського драматичного театру.

## Хронологія
| Фестиваль | Дати проведення    | Конкурсні вистави | Учасники | Примітка |
| --------- | ------------------ | ----------------- | --- | --- |
| I         | 2006               |                   | Молдова (Тирасполь) Росія (Волгоград, Таганрог) Україна (Біла Церква, Одеса, Миколаїв) | |
| II        | 2007               |                   | Молдова (Кишинів, Тирасполь) Росія (Волгоград, Волзький, Таганрог) Україна (Одеса, Миколаїв, Херсон) | |
| III       | 2008               |                   | Грузія (Сухумі) Молдова (Тирасполь) Туреччина (Трабзон) Україна (Дніпропетровськ, Київ, Миколаїв, Одеса, Севастополь, Харків)                                                                                         | |
| IV        | 2010               |                   | Молдова (Тирасполь) Росія (Митищі, Ростов-на-Дону, Таганрог) Україна (Кривий Ріг, Луганськ, Макіївка, Миколаїв, Севастополь, Харків)                                                                                  | |
| V         | 6 — 15 жовтня 2011 | 17                | Латвія (Даугавпілс) Молдова (Кишинів) Росія (Перм, Ростов-на-Дону, Тула) Україна (Дніпропетровськ, Запоріжжя, Київ, Кіровоград, Миколаїв, Одеса, Чернігів)                                                            | |
| VI        | 2012               |                   | Білорусь (Мінськ) Молдова (Кишинів, Тирасполь) Росія (Набережні Челни, Нижній Новгород, Перм, Таганрог, Тула) Україна (Київ, Миколаїв, Одеса, Харків, Чернівці)                                                       | |
| VII       | 2013               |                   | Білорусь (Мінськ, Молодечно) Молдова (Кишинів, Тирасполь) Росія (Перм, Ростов-на-Дону, Тула) Україна (Дніпропетровськ, Євпаторія, Київ, Кіровоград, Луганськ, Миколаїв, Ніжин, Харків, Херсон, Чернігів)              | |
| VIII      | 2014               |                   | Україна (Дніпропетровськ, Київ, Кіровоград, Кривий Ріг, Миколаїв, Полтава, Хмельницький, Черкаси) | Приурочено Революції гідності та 200-річчю від дня народження Тараса Шевченка                                    |
| IX        | 2015               |                   | Україна (Дніпропетровськ, Кіровоград, Кривий Ріг, Маріуполь, Миколаїв, Ніжин, Одеса) | |
| X         | 2016               |                   | Україна (Дніпро, Київ, Коломия, Миколаїв, Мукачево) | Приурочено до 160-річчя від дня народження Івана Франка                                                          |
| XI        | 5 — 13 жовтня 2019 |                   | Білорусь (Вітебськ, Молодечно) Болгарія (Габрово) Литва (Анікщяй) Молдова (Кишинів) Україна (Бердичів, Дніпро, Івано-Франківськ, Київ, Коломия, Кривий Ріг, Кропивницький, Миколаїв, Мукачево, Одеса, Харків, Херсон) | Приурочено до 85 річчя від дня заснування Миколаївського академічного художнього російського драматичного театру |
| XII       | 1 — 10 жовтня 2021 | 17                | Болгарія (Габрово) Литва (Анікщяй) Грузія (Горі) Молдова (Кишинів) Україна (Дніпро, Запоріжжя, Київ, Коломия, Кривий Ріг, Кропивницький, Львів, Маріуполь, Миколаїв, Одеса, Полтава, Рівне)                           | Приурочено 30-річчю незалежності України                                                                         |
| XIII      | 2023               |                   | | |

## XII фестиваль (2021)

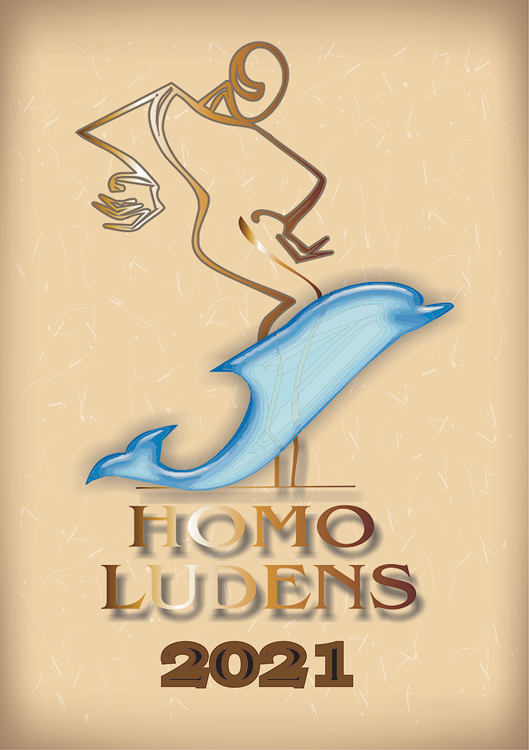
Логотип фестиваля (2021)

XII фестиваль «Homo Ludens» було приурочено 30-річчю незалежності України, й тривав протягом 10 днів (з 1 по 10 жовтня 2021 року). Учасниками стали колективи з Болгарії (Габрово), Литви (Анікщяй), Грузії (Горі), Молдови (Кишинів) та українських міст (Дніпро, Запоріжжя, Київ, Коломия, Кривий Ріг, Кропивницький, Львів, Маріуполь, Миколаїв, Одеса, Полтава, Рівне).
В рамках фестивалю відбулися підписання меморандумів про співпрацю у сфері театрального мистецтва між представниками Миколаївської обласної державної адміністрації, Миколаївського академічного художнього російського драматичного театру з одного боку, та представниками Горійського державного драматичного театру ім. Георгія Ерістави (Грузія), Габровський театр ім. Рачо Стоянова (Болгарія), Анікщайського культурного центру (Литва) та Кишинівський державний російський драматичний театр ім. Антона Чехова Молдова). У форматі «театрального квартирника» пройшов творчий вечір народної артистки України Галини Яблонської, відбулася Міжнародна науково-практична конференція: «Театральна педагогіка: історія, сучасність, майбутнє» (модератор — д-р. пед. наук Віктор Мозговий), мультимедійна презентація «Химерна драма» Неди Нежданої. Завершився фестиваль показом позаконкурсної вистави Миколаївського російського драматичного театру «HOMO LUDENS, SIC SEMPER TIRANNIS??? Людина, що грає, або Така доля тиранів???» за п'єсою Тимофія Ільєвського у постановці грузинського режисера Кахи Гогідзе.

### Експертна рада
- Василь Неволов — голова експертної ради — доктор філософії з мистецтвознавства, професор, заслужений діяч мистецтв України, член НСПУ, Лауреат Державної літературно-мистецької премії ім.І.П. Котляревського, голова правління Київської міської організації ВГО «Товариство «Знання» України» (м. Київ)
- Артем Свистун — заступник голови експертної ради — директор — художній керівник Миколаївського академічного художнього російського драматичного театру, заслужений діяч мистецтв України (м. Миколаїв)
- Галина Яблонська — Народна артистка УРСР, Посол Миру, громадський діяч, повний кавалер Ордена Княгині Ольги (м. Київ)
- Каха Гогідзе — головний режисер  Державного  драматичного театру, актор вільного театру м Тбілісі
- Михайло Журавель — директор-художній керівник Одеського культурного центру [Архівовано 3 лютого 2022 у Wayback Machine.], засновник фестивалю театрів «Молоко», режисер та продюсер (м. Одеса)
- Віктор Мозговий — директор Відокремленого підрозділу Миколаївська філія Київського національного університету культури і мистецтв, доктор педагогічних наук (м. Миколаїв)
- Володимир Саган — доцент кафедри театрального мистецтва Одеської національної музичної академії ім. А. Нежданової, викладач акторської майстерності Одеського театрально-художнього коледжу, режисер, заслужений працівник культури України (м. Одеса)
- Людмила Томенчук — авторка порталу «Театральній огляд» (м. Дніпро)
- Сергій Винниченко — автор порталу «Театральна риболовля», театральний блогер (м. Київ)

Альтернативна експертна рада
- Ігор Єрмолаєв — голова альтернативної експертної ради — член Національних спілок фотохудожників, журналістів України, Міжнародної федерації журналістів
- Олена Мельниченко — головна редакторка інтернет-видання «0512.com.ua»
- Ігор Арчибісов — журналіст, фотокореспондент інтернет-видання «СВІДОК.info»
- Світлана Вовк — ведуча українського радіо «UA: Миколаїв»
- Аліна Сідорова — журналістка, членкиня Національної спілки журналістів України
- Лариса Жайворонок — журналістка інтернет-видання «Богоявленск. Инфо»
- Наталія Засядько — кореспондентка телерадіокомпанії «МАРТ»

### Конкурсна програма
В конкурсній програмі взяли участь 17 вистав:
1. «Акакій» Олександра Бєльського за повістю «Шинель» Миколи Гоголя (реж. Олександр Бєльський, Криворізький академічний міський театр музично-пластичних мистецтв «Академія руху»)
2. «Білий кролик, або Коли не всі вдома» за п'єсою Мері Чейз[en] (реж. Дмитро Коєв, Кишинівський державний російський драматичний театр ім. Антона Чехова, Молдова)
3. «Весілля» Наталки Половинки (реж. Наталка Половинка, Львівський муніципальний театральний, художньо-дослідницький та освітній центр «Слово і голос»)
4. «Гамлет» за п'єсою Вільяма Шекспіра (реж. Володимир Петрів, Рівненський обласний академічний український музично-драматичний театр)
5. «Зміни» Давида Чхартишвілі й О. Іванушенко (реж. Давид Чхартишвілі, Горійський державний драматичний театр ім. Георгія Ерістави[ka], м. Горі, Грузія)
6. «Коли повертається дощ» Неди Нежданої (реж. Катерина Богданова, Миколаївський академічний художній російський драматичний театр)
7. «Кохання панночки» Марка Кропивницького за мотивами повісті «Вій» Миколи Гоголя (реж. Євген Курман, Кіровоградський академічний український музично-драматичний театр імені М. Л. Кропивницького, м. Кропивницький)
8. «Кохання у стилі бароко» Ярослава Стельмаха (реж. Анжеліка Добрунова, Донецький академічний обласний драматичний театр, м. Маріуполь)
9. «Леся» Олександри Кравченко на основі поезії Лесі Українки (реж. Олександра Кравченко, Київський театр «Veritas»)
10. «Медея» за п'єсою Еврипіда (реж. Йонас Бузіляускас, Театр Анікщайського культурного центру (м. Анікщяй, Литва)
11. «Нескорений, або Шлях ста зневір» Тетяни Лещової та Сергія Собержанського за творчістю Василя Стуса (реж. Тетяна Лещова, Запорізький академічний обласний український музично-драматичний театр імені Володимира Магара)
12. «Номер 5» за п’єсою «Той, хто відчиняє двері» Неди Нежданої (реж. Артур Опрятний, Дніпровський академічний театр драми і комедії)
13. «Салієрі» за п'єсою «Амадеус» Пітера Шаффера (реж. Петринел Гочєв, Габровський театр ім. Рачо Стоянова[bg], Болгарія)
14. «Серце навпіл» за творами «Апокаліпсис» та «Дванадцять службів» Марії Матіос (реж. Олексій Гнатковський, Одеський академічний український музично-драматичний театр імені В. Василька та Івано-Франківський національний академічний обласний музично-драматичний театр імені Івана Франка)
15. «Сто тисяч» за п'єсою Івана Карпенка-Карого (реж. Дмитро Чиборак, Коломийський академічний обласний український драматичний театр імені Івана Озаркевича)
16. «Украдене щастя» за п'єсою Івана Франка (реж. Владислав Шевченко, Полтавський академічний обласний український музично-драматичний театр імені Миколи Гоголя)
17. «Чорна пантера та білий ведмідь» за п'єсою Володимира Винниченка (реж. Лев Сомов, Незалежний проєкт «Театральна біржа», м. Київ)

### Підсумки
За рішенням експертної ради
1. Кращі вистави Великої сцени: «Салієрі» Габровського театру ім. Р.Стоянова та «Кохання у стилі бароко» Донецького драматичного театру;
2. Кращі вистави Малої сцени: «Весілля» Львівського центру «Слово і голос» та «Коли повертається дощ» Миколаївського російського театру;
3. Кращі вистави експериментальної сцени: «Серце навпіл» Одеського театру ім. В.Василька та «Зміни» Горійського театру ім. Г.Еріставі;
4. Краща пластична вистава — «Акакій» Криворізького театру «Академія руху»;
5. Краща комедія — «Білий кролик, або Коли не всі вдома» Кишинівський театр ім. А. Чехова;
6. Краще втілення класичної драматургії — «Гамлет» Рівненського музично-драматичного театру;
7. Краще втілення вітчизняної класики — «Украдене щастя» Полтавського театру ім. М.Гоголя;
8. Краща моновистава — «Нескорений… або шлях ста зневір» Запорізького театру ім. В.Магара;
9. За оригінальність рішення — «Номер 5» Дніпровського театру драми та комедії;
10. Краще втілення античної драматургії — «Медея» Анікщяйського культурного центру;
11. Краща музична вистава — «Кохання панночки» Кіровоградського театру ім. М.Кропивницького;
12. Кращі режисерські роботи: Володимир Петрів (за виставу «Гамлет» Рівненського музично-драматичного театру) та Лев Сомов (за виставу «Чорна пантера та білий ведмідь» Незалежного проєкту «Театральна біржа»);
13. Улюбленець публіки — Ілля Литвиненко (за роль Тиберія Горобця у виставі «Кохання паночки» Кіровоградського театру ім. М.Кропивницького);
14. Краща чоловіча роль — Дімо Дімов (за роль Салієрі у виставі «Салієрі» Габровського театру ім. Р.Стоянова);
15. Краща жіноча роль: Надія Комарова (за роль Параски у виставі «Сто тисяч» Коломийський театру ім. І.Озаркевича) та Лія Кевлішвілі (за роль Віри у виставі «Зміни» Горійського театру ім. Г.Еріставі);
16. Кращий молодий актор — Антон Шаламов (за роль Степана у виставі «Кохання у стилі бароко» Донецького драматичного театру);
17. Краща молода актриса: Олександра Кравченко (за роль Лесі у виставі «Леся» Київського театру «Veritas»), Руслана Самініна (за роль Рити у виставі «Чорна пантера та білий ведмідь» Незалежного проєкту «Театральна біржа»);
18. Краще художнє оформлення — Микола Данько (за сценографію вистави «Сто тисяч» Коломийського театру ім. І.Озаркевича);
19. Кращий художник по костюмах — Раїса Хаїт (за виставу «Білий кролик, або Коли не всі вдома» Кишинівського театру ім. А.Чехова).

За рішенням альтернативної експертної ради
1. Краща вистава — «Весілля» Львівського центру «Слово і голос»;
2. Краща режисерська робота — Лев Сомов (за виставу «Чорна пантера та білий ведмідь» Незалежного проєкту «Театральна біржа»);
3. Краща чоловіча роль — Дімо Дімов (за роль Салієрі у виставі «Салієрі» Габровського театру ім. Р.Стоянова);
4. Краща жіноча роль — Раїса Хаїт (за роль Вети Луїзи Сіммонс у виставі «Білий кролик, або Коли не всі вдома» Кишинівського театру ім. А.Чехова);
5. Кращий молодий актор — Антон Шаламов (за роль Степана у виставі «Кохання у стилі бароко» Донецького драматичного театру);
6. Краще художнє оформлення — «Кохання у стилі бароко» Донецького драматичного театру;
7. Краща молода актриса — Кеті Луарсабішвілі (за роль Аліси у виставі «Зміни» Горійського театру ім. Г.Еріставі);
8. За оригінальність рішення — «Серце навпіл» Одеського театру ім. В.Василька;
9. Улюбленець публіки — Геннадій Бояркін (за роль Елвуда у виставі «Білий кролик, або Коли не всі вдома» Кишинівського театру ім. А.Чехова);
10. Класика і сучасність — «Медея» Анікщяйського культурного центру.

## XIII фестиваль (2023)
Оголошення про наступний фестиваль зробив директор — художній керівник театру Артем Свистун під час урочистостей закриття фестивалю 2021 року. За його словами, наступний XIII фестиваль «Homo Ludens» пройде 2023 році (анонс XIII фестиваля «Homo Ludens» — 48 хвилина запису трансляції).
Фестиваль отримав назву «Homo Ludens 12+1».
Репортаж з закриття фестивалю увійшов до проєкту «Як звучить Миколаїв» Євгена Філатова.

### Конкурсна програма
1. «Наше містечко» Тортона Вайлдера (реж. Євген Курман, Миколаївський академічний художній драматичний театр)
2. «Безнадійні?» Валерії Федоріщенко за новелами Василя Стефаника (реж. Валерія Федоріщенко, Камерний театр «Маланка», м. Київ)
3. «Емігранти» Славомира Мрожека (реж. Дмитро Демков, Одеський академічний український музично-драматичний театр ім. Василя Василька)
4. «Пропащі» Олександри Кравченко за мотивами міні-п’єс Теннессі Вільямса (реж. Олександра Кравченко, Київський театр «Veritas»)
5. «Чекаючи на Ґодо» Семюеля Бекета (реж. Лев Сомов, Незалежний проєкт «Театральна біржа», м. Київ)
6. «Оскар і рожева пані» Лева Хохлова за мотивами однойменного роману Еріка-Емманюеля Шмітта (реж. Лев Сомов, Мукачівський драматичний театр спільно із Незалежним проєктом «Театральна біржа», м. Київ)
7. «Юда» за драматичною поемою «На полі крові» Лесі Українки (реж. Сергій Павлюк, Херсонський обласний академічний музично-драматичний театр ім. Миколи Куліша)
8. «ДІА / МОНО / ЛОГ» Андрія Богуна та Павла Осікова (реж. Олена Аракелян, Театр одного актора «Ave» (м. Кривий Ріг) та Театральна студія «Простір» (Великоолександрівський РБК))[18][19][20]
9. «Павук» Йордана Славейкова та Дімітра Касабова (реж. Йордан Славейков Тодоров, Рівненський обласний академічний музично-драматичний театр)
10. «Маріуполь #надія_на_світанок» Марини Пінчук та Марини Бортник-Гулеватої (реж. Микола Бабин, Хмельницький обласний академічний музично-драматичний театр ім. Михайла Старицького)[21]
11. «Проста українська скіфська баба» Марини Васильєвої за романом «Доця» Тамари Горіха Зерня (реж. Артем Свистун, Миколаївський академічний художній драматичний театр)